# Садовский, Владимир Михайлович
Владимир Михайлович Садовский (род. 7 июня 1956 года) — российский учёный в области информационно-вычислительных технологий и прикладной информатики, член-корреспондент РАН (2022).

## Биография
Родился 7 июня 1956 года.
В 1979 году — окончил Новосибирский государственный университет.
В 1984 году — защитил кандидатскую диссертацию, тема: «Численное решение двумерных упругопластических задач, допускающих постановку в виде вариационных неравенств».
В 1995 году — защитил докторскую диссертацию, тема: «Применение вариационных неравенств к исследованию динамического деформирования упругопластических тел».
В 1999 году — присвоено учёное звание профессора по кафедре математического моделирования в механике.
С 1982 года — работает в ВЦ СО АН СССР (в настоящее время — Институт вычислительного моделирования СО РАН (ИВМ СО РАН)), пройдя путь от инженера до заведующего отделом (с 2001 года) и заместителя директора института по научной работе (с 2007 года), а с 2016 по 2022 годы — директор института, в настоящее время — руководитель отдела регионального научно-образовательного математического центра «Красноярский математический центр».
Член РНКТПМ (избран в 2015 г.)
Преподаёт в Сибирском федеральном университете (Красноярск): профессор Базовой кафедры вычислительных и информационных технологий Института математики и фундаментальной информатики.
В 2022 году — избран членом-корреспондентом РАН от Отделения математических наук.

## Научная деятельность
Специалист в области математического и численного моделирования в нелинейных задачах динамики структурно неоднородных сред.
Научные интересы:
- моделирование волновых процессов в реологически сложных средах;
- исследование разрывных решений в динамике упругопластических сред на основе формулировки определяющих уравнений в виде вариационных неравенств;
- разработка вычислительных алгоритмов и параллельных программ, реализующих математические модели механики сыпучих, пористых и многоблочных геосред.

Автор более 300 научных работ.